# Rừng ngập mặn Đông Dương

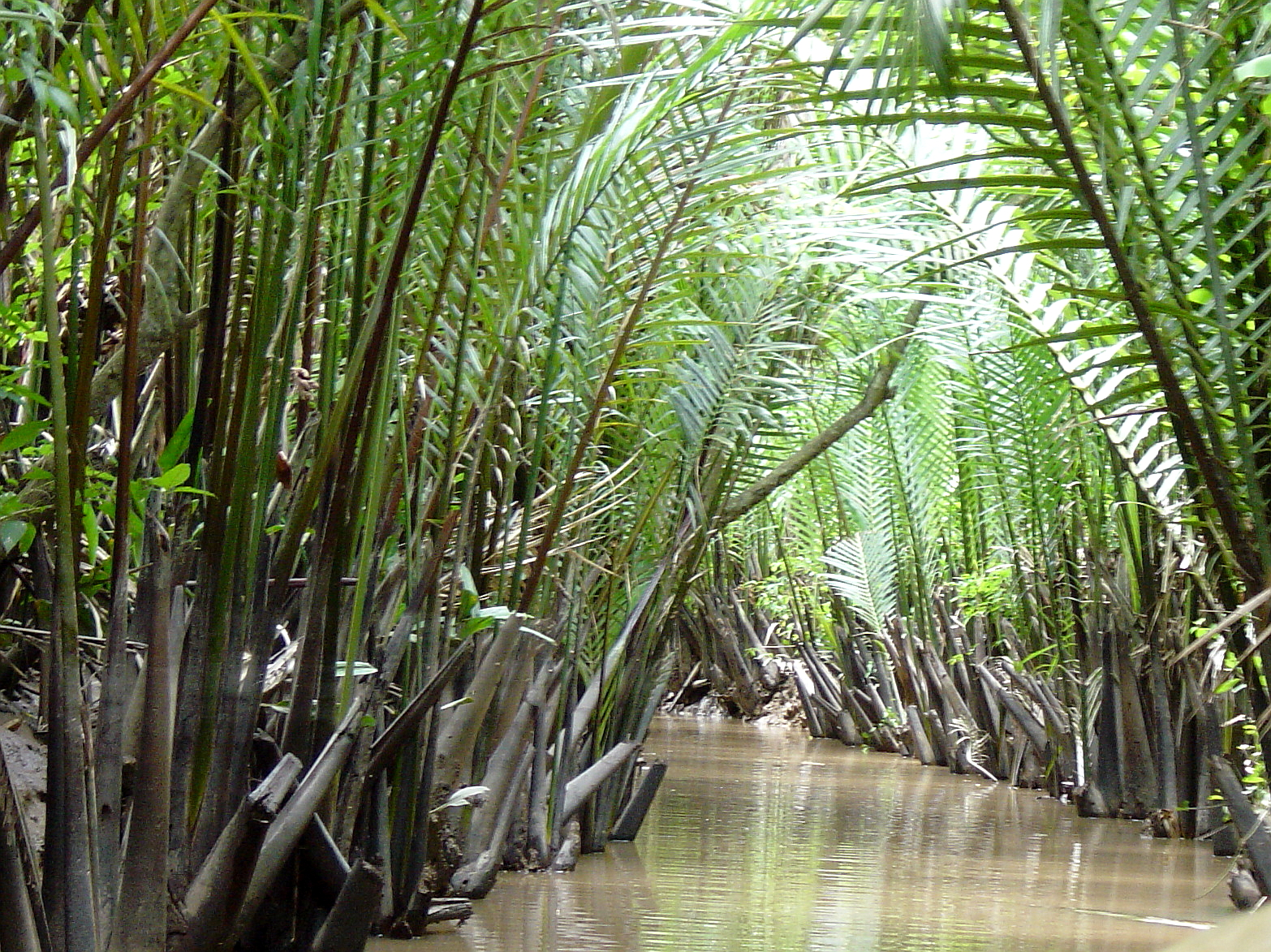
Nypa frnomans ở đồng bằng sông Cửu Long

Rừng ngập mặn Đông Dương là một vùng sinh thái rừng ngập mặn lớn trên bờ biển Thái Lan, Campuchia, Việt Nam và Malaysia ở Đông Nam Á.

## Vị trí và mô tả
Rừng ngập mặn phân bố ở khu vực bờ biển thường xuyên bị nước mặn cuốn trôi do thủy triều. Có những mảng rừng ngập mặn trong khu vực và đã từng có rất nhiều những mảng rừng. Ngày nay, các khu vực lớn nhất vẫn còn ở bằng sông Cửu Long thuộc huyện U Minh và các vùng khác của tỉnh Cà Mau ở cực nam của Việt Nam. Có những mảng nhỏ hơn ở Việt Nam ở vịnh Cam Ranh ở phía nam và ở đồng bằng sông Hồng ở phía bắc. Các khu vực sinh sống rừng ngập mặn lớn hơn nhiều trên bờ biển miền nam Việt Nam bao gồm đồng bằng sông Cửu Long và sông Hồng bị ảnh hưởng bởi Chiến tranh Việt Nam khi các khu vực rừng ngập mặn bị phá hủy hoặc phá hủy bởi chất độc da cam và rụng lá, trong khi rừng ngập mặn quanh Pattaya và ở Chao Phraya đồng bằng ở Thái Lan và vịnh Kompong Som ở Campuchia đã bị xóa để phát triển nông nghiệp và ven biển.

## Hệ thực vật
Rừng ngập mặn Đông Dương chứa nhiều loại cây và các loại cây khác nhau tùy theo vùng gần bờ biển với cây chủ yếu là mấm trắng và vành đai nội địa phía sau chúng, nơi nước ít mặn hơn bao gồm đước đôi và vẹt tách.

## Động vật
Các rừng ngập mặn còn lại là môi trường sống quan trọng đối với nhiều động vật hoang dã, đặc biệt là các loài chim nước như già đẫy Java (Leptoptilos javanicus), ngan cánh trắng (Cairina scutulata) và bồ nông mỏ đốm (Pelicanus philippensis). Động vật có vú của rừng ngập mặn bao gồm hổ (Panthera tigris), heo vòi lớn Malaysia (Tapirus notifyus) và vượn mực (Hylobates syndactylus). Loài bò sát được tìm thấy ở đây bao gồm kỳ đà hoa (Varanus salvator), cá sấu Mã Lai (Tomistoma schlegelii) và cá sấu nước mặn (Crocodylus porosus).

## Đe dọa và bảo tồn
Rừng ngập mặn ở khắp mọi nơi dễ bị phá hủy để khai thác và phát triển nông nghiệp, và trong khu vực này đã bị ảnh hưởng đặc biệt bởi thiệt hại của Chiến tranh Việt Nam. Ở Việt Nam đã có một chương trình tái thâm canh sau chiến tranh để thử và phục hồi môi trường sống rừng ngập mặn.
Tính đến  năm 2019 ở Myanmar, chặt phá rừng ngập mặn để tìm kiếm nguồn than củi để bán qua Trung Quốc và Thái Lan tiếp tục không suy giảm.